# Barrage romain de Belas
Le barrage romain de Belas ou barrage d'Olisipo est un barrage romain situé à 10 km au nord de Lisbonne, entre les comtés d'Amadora et de Sintra, Portugal.
Il est construit en opus incertum, muni de contreforts, et mesure environ 50 m de long, 7 de large, sur une hauteur maximum de plus de 8 m.
Le barrage alimentait l'aqueduc romain d'Amadora qui conduisait les eaux vers Lisbonne, entrant dans la ville par Santo André, dans le quartier de Graça.
Les vestiges du barrage sont situés sur la rive droite de la rivière de Carenque et coupent une branche de l'aqueduc des Eaux Libres.
Il a été classé au monument historique portugais par le décret 735/74, DG 297, du 21 de Décembre 1974.